# Antonín Man
Antonín Man (8. února 1917 Smrk – září 2008 Brno) byl český voják, úředník a manažer.

## Biografie
Antonín Man se narodil v roce 1917 ve Smrku, roku 1937 odmaturoval na obchodní akademii v Třebíči a nastoupil do Továrny na papier ve Slavošovcích. V březnu roku 1939 nastoupil na základní vojenskou službu, ale poté, co začala okupace Československa se vrátil 23. března zpět na Slovensko, kde opět nastoupil do papírny.
Roku 1944 se však začal stýkat se slovenskými odbojáři a začal s nimi spolupracovat na přípravě povstání. V srpnu téhož roku se pak přihlásil do povstalecké jednotky, z níž se pak stal polní útvar 3. roty 1. československé armády. Do jednotky s ním vstoupili i jeho přátelé Ladislav Caha z Radošova a Karel Cejpek z Vladislavi, kteří oba také maturovali na obchodní akademii v Třebíči a pracovali v Továrně na papír. Jednotka působila v okolí Gemeru a bránila jižní úsek u maďarských hranic. Po potlačení Slovenského národního povstání pak jednotka přešla na partyzánský způsob boje a bojovala až do konce prosince roku 1944. Poté, co se přiblížila vojska osvoboditelů, tak Antonín Man a Karel Cejpek vstoupili do 1. československého armádního sboru a prošli bojovou cestou přes Poprad, Liptov, Malou Fatru, Žilinu, Vsetín do Kroměříže. Jednotka pak po kapitulaci německých vojsk pokračovala přes Prostějov, Boskovice a Poličku do Prahy.
Po skončení druhé světové války byl v červnu roku 1945 propuštěn z armády a vrátil se zpět do Továrny na papír ve Slavošovcích, později pak pracoval v mnohých papírenských společnostech v Praze, Vratimově, Olomouci a v Brně. Pracoval také na ministerstvu lesů a dřevařského průmyslu a na ministerstvu průmyslu chemického. Do důchodu odešel roku 1982 jako ředitel Brněnských papíren. Zemřel pravděpodobně v září 2008 v Brně.
Obdržel medaili Slovenského národního povstání, je nositelem Řádu práce (22. prosince 1976) a dalších vyznamenání.